# San Mateo de Gállego
San Mateo de Gállego è un comune spagnolo di 3 158 abitanti situato nella provincia di Saragozza nella comunità autonoma dell'Aragona.